# 消防白書
消防白書（しょうぼうはくしょ）は、日本の総務省消防庁が毎年刊行している白書である。消防防災政策などについて日本国民の理解を求めるために作成されている。

## 概要
消防庁や消防本部の消防防災政策や、各種災害への認識を理解できる一次資料である。消防防災組織の組織と活動、自主的な防災活動への取り組み、消防の広域化、国際的課題などを主に行っている。特に近年は大規模災害が多発しており、東海地震をはじめとした首都直下型地震への警戒を強く訴えている。また、急増する救急需要への対応なども強く求めている。